# Fatty Finn
Der Kinderfilm Fatty Finn ist eine australische Filmkomödie aus dem Jahre 1980. Das Drehbuch entstand nach Motiven der gleichnamigen Comicserie von Syd Nicholls.

## Handlung
Der zehnjährige Hubert Finn, genannt Fatty Finn, lebt in den 1930er-Jahren in Woolloomooloo, einem Ortsteil im Zentrum von Sydney in ärmlichen Verhältnissen. Er und seine Freunde halten fest zusammen. Denn da gibt es noch Bomber Murphy, den Anführer einer gegnerischen Gang. Auch nicht gerade zu Fattys Freunden zählt Snootle, ein Junge aus reichem Hause.
Als Bomber und seine Gang mal nackt in einem Fluss baden, tauchen Fatty Finn und seine Freunde auf. Sie bewerfen die Jungen mit Juckpulver, Farbbeuteln und faulen Eiern und klauen ihnen alle Kleider, so dass Bomber und seine Gang unbekleidet nach Hause laufen müssen.
Fattys größter Traum ist ein Detektorradio. Doch dies ist sehr teuer. Er vereinbart mit dem Pfandleiher, dass dieser das Radio eine Woche für ihn reserviert. Fatty setzt nun alles daran, an das Geld zu kommen. Dabei wird er von seinen Freunden unterstützt. Sie veranstalten einen Jahrmarkt, um an das Geld zu kommen. Doch dieser wird von Bomber aufgemischt. Als sich seine Freunde dann noch darüber beschweren, dass Fatty zehn Prozent ihrer Einnahmen nimmt, zerstreiten sich die Kinder zunächst.
Und so muss Fatty alleine versuchen, das Geld aufzutreiben. Es gelingt ihm auch tatsächlich, immer wieder an das Geld zu kommen. Aber seine Umwelt ist stets bemüht, seinen Plan zu vereiteln. Nicht nur Bomber durchkreuzt dabei seine Pläne, sondern auch ein bestechlicher Polizist, seine Eltern, und viele andere Erwachsene. Doch Fatty gibt nicht auf und macht sich immer wieder daran, dass Geld zu beschaffen. Schließlich helfen ihm dabei auch wieder seine Freunde.
Am Ende gelingt es Fatty, bei einem Ziegenrennen das Geld zu bekommen. Doch er kommt zu spät, das Radio ist bereits verkauft worden. Dann stellt sich jedoch heraus, dass sein Vater es gekauft hat. Ihn hatte sein schlechtes Gewissen geplagt, weil er Fatty Geld für ein Muttertagsgeschenk abgenommen hatte.

## Auszeichnungen
Fatty Finn gewann 1981 beim Australian Film Institut zwei AFI-Auszeichnungen für die besten Kostüme und die beste Musik.

## Vorlage
Den Comic, der für den Film als Vorlage diente, schrieb und zeichnete Nicholls zunächst zehn Jahre von 1923 bis 1933. 1951 nahm er die Reihe wieder auf und arbeitete bis 1977 an ihr.